# Chelis maculosa
Chelis maculosa (Gerning 1780) је врста ноћног лептира (мољца) из породице Erebidae.

## Распрострањење и станиште
Насељава јужну и централну Европу све до Мађарске, на исток иде до Украјине, јужне Русије и Казахстана. У Србији се јавља спорадично, од низијских подручја до 1500 метара надморске висине. Насаељава травна станишта на песку и кречњаку.

## Опис
C. maculosa има карактеристичну обојеност. Предња крила су светло браон до жуте боје са црним пољима, а задња крила су наранџаста или црвенкаста такође са црним мрљама. Распон крила је 31-34 mm.

## Биологија
Ова врста лети од јуна до почетка септембра. Гусенице су полифагне, хране се различитим биљкама, али преферирају ивањско цвеће и друге врсте из породице Rubiaceae. Презимљава у стадијуму гусенице.

## Синоними
- Phalaena maculosa Denis & Schiffermüller, 1775
- Bombyx maculosa Gerning, 1780
- Phalaena maculosa Gerning, 1780
- Cletis maculosa Kirby, 1892
- Phragmatobia maculosa Hampson, 1901
- Chelis maculosa (Denis & Schiffermüller, 1775)